# Michaël Dudok de Wit
Michael Dudok de Wit (sinh năm 1953) là một đạo diễn, nghệ sĩ hoạt hình người Hà Lan.

## Tiểu sử và sự nghiệp
Năm 1978, Michael Dudok de Wit tốt nghiệp từ Đại học Mĩ thuật Tây Surrey với bộ phim đầu tiên của mình The Interview. Sau khi làm việc cho một năm tại Barcelona, ông định cư tại London, nơi ông chỉ đạo và giải thưởng hoạt hình quảng cáo cho truyền hình và điện ảnh.
Trong năm 1992, ông đã tạo ra bộ phim ngắn của Tom Sweep, theo sau là Monk và Fish (1994), đã được thực hiện tại Pháp với xưởng hoạt hình Folimage. Bộ phim này được đề cử một giải Oscar và đã giành được nhiều giải thưởng bao gồm một giải César cho Phim ngắn hay nhất và Cartoon d'or.
Michael cũng viết và minh họa sách tranh ảnh của trẻ em và dạy về hoạt hình tại các trường cao đẳng nghệ thuật ở Anh và ở nước ngoài.
Bộ phim nổi tiếng nhất của ông Cha và con gái (2000) đã giành được một giải Oscar, một giải thưởng BAFTA, giải Grand Prix tại Annecy, và hàng chục giải thưởng lớn khác. Bộ phim ngắn của ông gần đây nhất là "The Aroma of Tea"(2006), được vẽ hoàn toàn bằng trà.
Tất cả các phim của ông kể từ khi Tom Sweep thương hiệu bản vẽ nét cọ tính năng của Michael và sử dụng mực in và màu nước, rất nhiều lấy cảm hứng từ nghệ thuật Trung Quốc và Nhật Bản.Bộ phim của ông: The Monk and the Fish, Father and Daughter đã được bao gồm trong Animation Show of Shows.

### Phim đã thực hiện
- "The Interview" (1978)
- "Tom Sweep" (1992), 3 phút
- "The Monk and the Fish" (Le Moine et le poisson) (1994), 6 phút
- "Cha và con gái" (2000), 8:30 phút
- "The Aroma of Tea" (2006), 3:20 phút
- "Actifed Germ" The Welcome Foundation, Cough Medicine
- "Heinz Egg" Heinz Salad Cream
- "The Long Sleep" Mcallan Malt Whiskey
- "VW Sunrise" Volkswagen
- "Pink Foot" Owen's Corning Roof Insulation
- "Smart Illusions" Nestlé Smarties
- "Noah" The Irish Lottery"
- "AT&T" five TV commercials
- "A Life" United Airlines
- The Canterbury Tales/The Knight's Tale (Television Series, Pizazz/S4C, GB)
- The Lion, the Watch and The Wardrobe (TV Feature, USA, GB and Spain) 1980
- Heavy Metal (Film featuring the animation of Gerald Potterton, Canada, USA & GB) 1980
- Mickey's Audition (Mickey Mouse Special, Disney, USA) 1989
- Prince Cinders (Television special, GB) 1991
- Người đẹp và quái vật (Storyboarding, Disney Feature, USA) 1991
- T.R.A.N.S.I.T. (Short film directed by Piet Kroon, GB and NL) 1997
- Charlie's Christmas (Television Special, Folimage, France) 1998
- Fantasia Continued (Disney Feature) 2000
- Raining Cats and Frogs (Folimage) 2003

### Sách
- "Snakes and Ladders" (Thẻ game, 1991)
- "The History of Geneva" (Editions Chenoises, Geneva 1991)
- "Oscar & Hoo" (Harper Collins 2001)(được dịch sang các ngôn ngữ khác nhau)
- "Oscar and Hoo Forever"(Harper Collins 2003)(được dịch sang các ngôn ngữ khác nhau)
- "Vader en dochter" (Leopold, NL, 2001) (được dịch sang các ngôn ngữ khác nhau)
- "Vier bevertjes in de nacht" (Leopold, NL, 2004) (được dịch sang các ngôn ngữ khác nhau)
- "Vier bevertjes en een kastanje" (Leopold, NL, 2007)  (được dịch sang các ngôn ngữ khác nhau)